# Jean-Claude Carrière
Jean-Claude Carrière (17. září 1931 Colombières-sur-Orb, Francie – 8. února 2021, Paříž) byl francouzský scenárista, herec a režisér. V roce 1973 získal společně s Luisem Buñuelem cenu BAFTA za nejlepší scénář k filmu Nenápadný půvab buržoazie. Roku 1988 pak obdržel spolu s Philipem Kaufmanem druhé ocenění BAFTA za nejlépe adaptovaný scénář ke snímku Nesnesitelná lehkost bytí.

## Scenárista
Absolvoval École normale supérieure v Saint-Cloud. Působil jako prezident státní filmové vysoké školy La Fémis v Paříži. Od roku 1964, kdy napsal scénář k Deníku komorné, spolupracoval se surrealistickým režisérem Luisem Buñuelem. Následně společně vytvořili téměř všechny scénáře režisérova pozdního období.
K dalším autorským počinům pro film patří scénáře snímků jako Plechový bubínek (1979), Danton (1983), Návrat Martina Guerra (1982), La dernière image (1986), Nesnesitelná lehkost bytí (1988), Valmont (1989), The Bengali Night (1988), Čínský hlavolam (1997) a Zrození (2004). Spolupracoval také s režisérem Peterem Brookem na seriálu Mahabharata a jeho pětihodinové filmové verzi. Pro Michaela Hanekeho napsal scénář k mysterióznímu dramatu Bílá stuha (2009).
Televizní tvorba zahrnuje třináctidílný francouzský seriál Robinson Crusoé (1964).
Roku 2015 se podílel na scénáři k filmu Ve stínu žen francouzského režiséra Philippa Garrela. Později s ním spolupracoval na filmech Milenec na jeden den (2017), Le sel des larmes (2020) a La Lune crevée (2022). Rovněž se podílel na scénářích k filmům Garrelova syna Louise Věrní nevěrní (2018) a La croisade (2021).

## Filmografie

### Herecká
- 2010 – Věrná kopie
- 2006 – Avida
  - Tajnata kniga

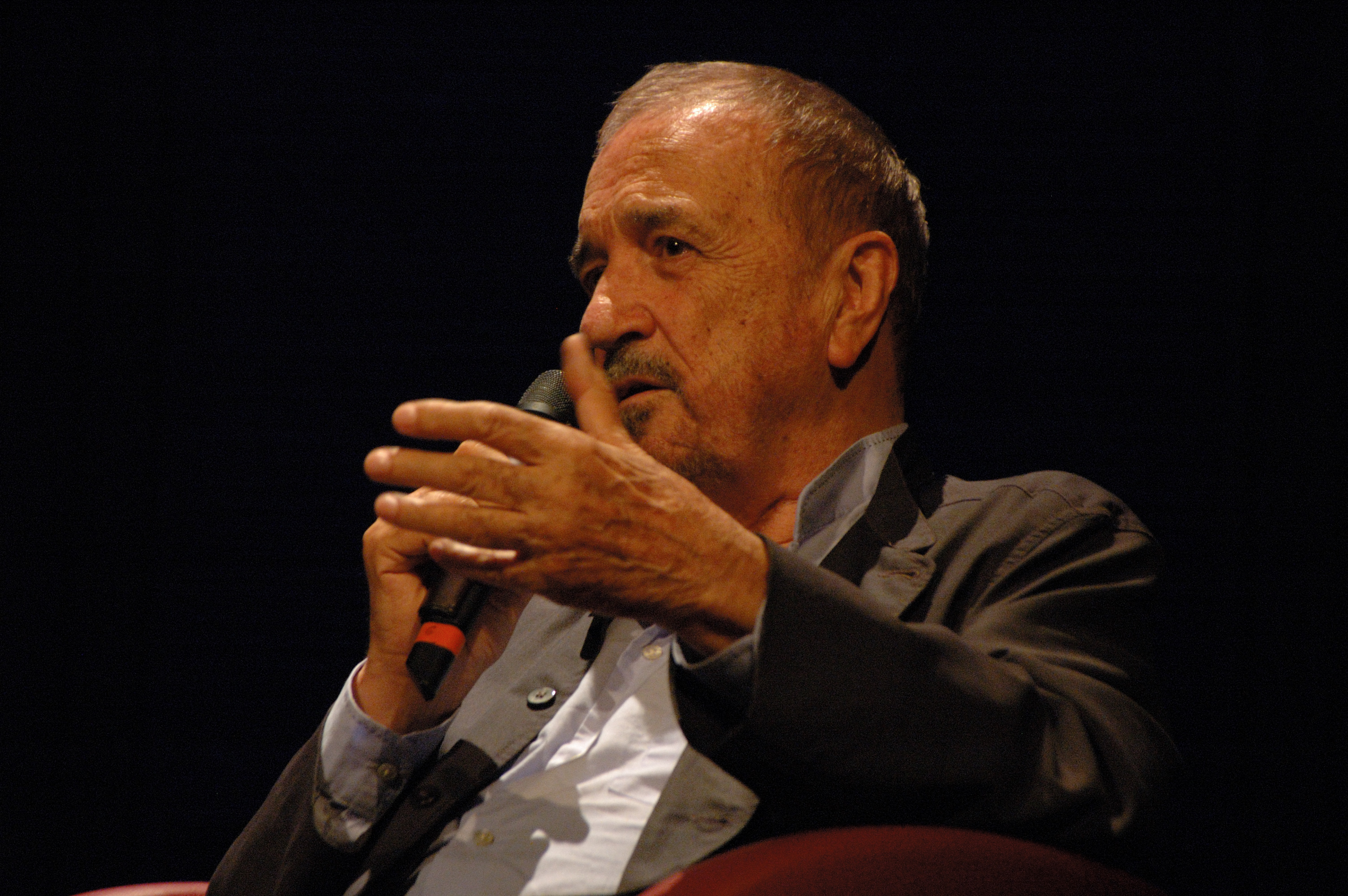
Jean-Claude Carrière

- 2003 – Les Thibault (televizní seriál)
- 2001 – Buñuel y la mesa del rey Salomón
  - Madame de… (televizní film)
- 1998 – Jaya Ganga
- 1996 – Le Parfum de Jeannette (televizní film)
- 1994 – Eugénie Grandet (televizní film)
  - The Night and the Moment
- 1989 – Bouvard et Pecuchet (televizní film)
- 1988 – Studený pot (TV seriál)
  - Sueurs froides: A la mémoire d'un ange (televizní film)
- 1984 – Vive les femmes!
- 1983 – L'Homme de la nuit (televizní seriál)
- 1982 – L'Écarteur (televizní film)
- 1981 – La Double vie de Théophraste Longuet (televizní film)
  - Nahá láska
- 1979 – Ils sont grands, ces petits
  -  Úspěšný společník
- 1978 – Chaussette surprise
  - Photo-souvenir (televizní film)
- 1977 – Jako klíště
- 1976 – Cinéma 16 (televizní seriál)
  - Le Jardin des supplices
  - Le Jeu du solitaire
- 1975 – Sérieux comme le plaisir
- 1971 – L'Alliance
  - Un peu de soleil dans l'eau froide
- 1969 – Mléčná dráha
- 1964 – Deník komorné
- 1962 – Šťastné narozeniny

### Dokumentární
- 2009 –  Miloš Forman: Co tě nezabije…
- 2008 –  Byl jednou jeden film: Můj strýček (televizní film)
  - El último guión. Buñuel en la memoria (televizní film)
  -  Générations 68
- 1997 –  Jean Carmet, la liberté d'abord (televizní film)
  - Les Paradoxes de Buñuel

### Režijní
- 1986 – L' Unique
- 1975 – Adieu Amédée (televizní film)
- 1969 – La Pince à ongles
- 1962 – Šťastné narozeniny
- 1961 – Rupture